# ヘンリー・ピディントン

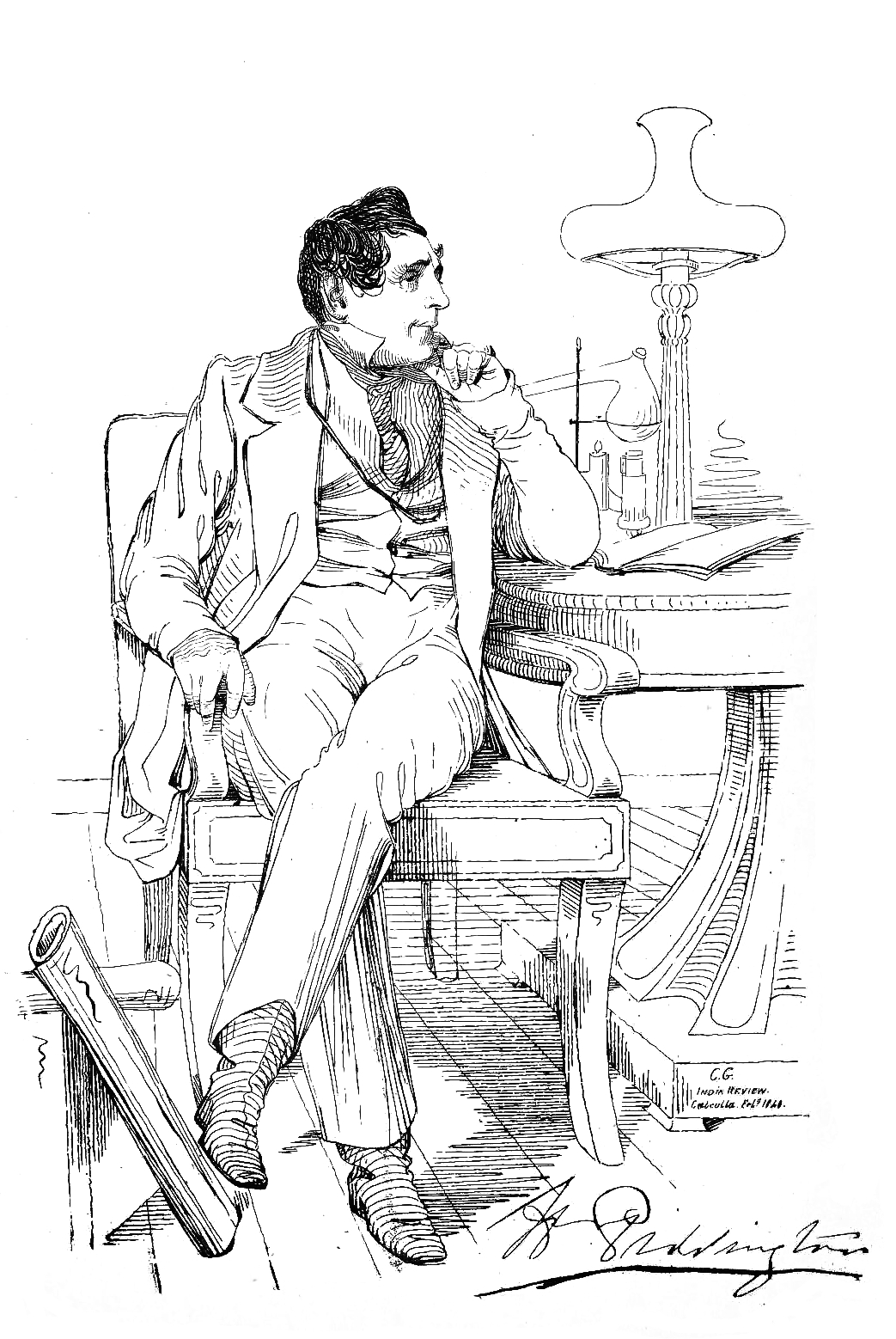
1839年のIndia Reviewに掲載されたポートレート

ヘンリー・ピディントン（Henry Piddington、1797年 – 1858年）はイギリスのアマチュア科学者である。東南アジアや中国で商売を行い、「アジア協会雑誌」に科学記事を書いた。インド洋で発生する「サイクロン」の命名者として知られる。

## 略歴
出自は知られていないが、貿易船を航行し、1820年にはコルカタに定住しベンガル・アジア協会の雑誌に科学の記事を執筆し始めた。その分野は地質学、植物学、気象学に及んだ。しばらくの間、鉱業博物館（Museum of Economic Geology）の学芸員も務めた。ブルドワーンの鉄鉱石に関する論文などを執筆した。
1832年に有用植物の一覧を執筆し、1835年には魚類についてや、南米で発見された化石、地質学についての執筆を行い、書評や他の雑誌記事の翻訳も行った。
1833年にコルカタを暴風が襲った。当初暴風に興味を持たなかったが、カリブ海のリーワード諸島でハリケーンの研究を行ったイギリス海軍士官、ウィリアム・リード（William Reid）の著書"Law of Storms"を読んで、暴風に科学的興味を持った。自らの経験や、マドラスの造船所主管（Master Attendant）のバイデン（Christopher Biden）の協力を得て、多くの船の航海日誌を調べて暴風に関する論文を執筆した。「アジア協会雑誌」に23編の記事を連載し、この暴風をサイクロンと名づけ、サイクロンの中心に平穏な低気圧の目のあることや、サイクロンの周囲で北半球では反時計回り、南半球では時計周りの風向きの風が吹くことなどを示した。

公職としては、園芸・農業協会の事務長、海事審判所の所長などを務めた。

## 著作
- The Horn-book for the Law of Storms for the Indian and China Seas, 1844
- The Sailor's Horn-book for the Law of Storms, 1848 (third edition 1860 fifth edition)
- An English index to the plants of India 1832